# Franz Kneisel

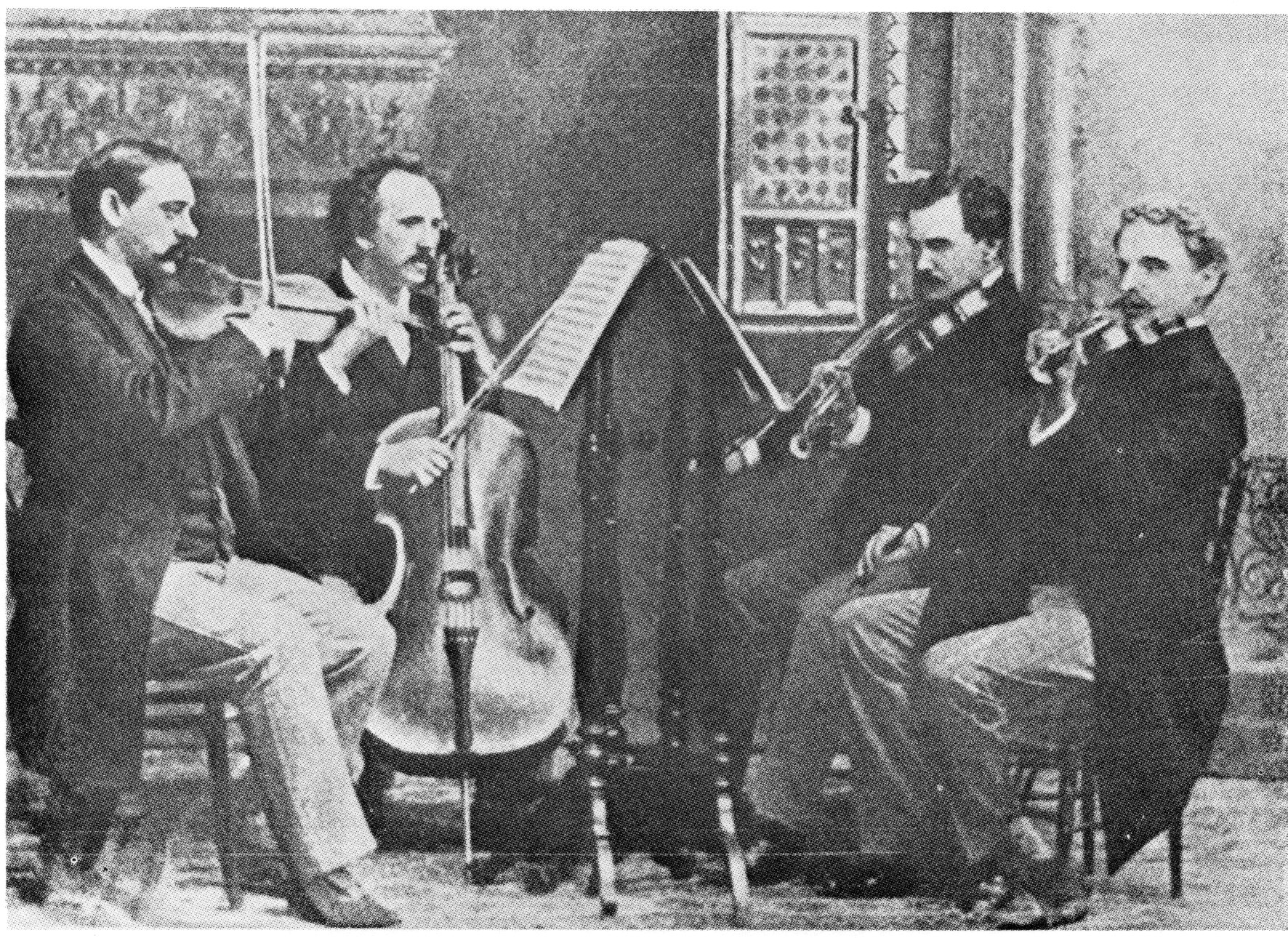
Kneisel Quartet, 1890 ca.

Franz Kneisel (Bucarest, 26 gennaio 1865 – New York, 26 marzo 1926) è stato un violinista e docente romeno naturalizzato statunitense.

## Biografia
Franz Kneisel nacque a Bucarest da genitori tedeschi. Dopo essersi diplomato al Conservatorio di Bucarest nel 1879 si recò a Vienna per perfezionarsi con Jakob Grün e Joseph Hellmesberger fino al 1882; l’anno dopo diventò la spalla all'Hoftheater, e nel 1884 fu la spalla nella Bilsesche Kapelle di Berlino. 
Trasferitosi negli Stati Uniti nell'ottobre 1885, divenne la spalla della Boston Symphony Orchestra. Kneisel mantenne l’incarico per i successivi 20 anni, esibendosi anche come solista in molti concerti.
Dopo il suo arrivo a Boston, Kneisel fondò il Quartetto Kneisel (1885-1917) con altri strumentisti della Boston Symphony Orchestra. Il Quartetto effettuò le première americane del quartetti di Brahms e Dvořák. 
Nel 1905 si trasferì a New York e divenne docente del dipartimento di violino dell’Institute of Musical Art.
Ha composto un Grand Concert Etude, una serie di studi tecnici e pubblicato diverse trascrizioni. 
Kneisel è stato l'insegnante di diversi violinisti statunitensi: Lillian Fuchs, Robert Talbot, Joan Field e Vera Fonaroff, Samuel Gardner, Elias Breeskin, Sascha Jacobsen, Michael Gusikoff, Jacques Gordon, Joseph Fuchs, William Kroll, Louis Kaufman

## Scritti
- Principles of Bowing and Phrasing: Hints to Serious Violin Students, New York, C. Fischer, 1925